# Antidaphne viscoidea
Antidaphne viscoidea är en sandelträdsväxtart som beskrevs av Poepp. & Endl.. Antidaphne viscoidea ingår i släktet Antidaphne och familjen sandelträdsväxter. Inga underarter finns listade i Catalogue of Life.